# Bo-Erik Gyberg
Bo-Erik Gyberg, född 3 december 1947 i Stockholm, är en svensk regissör, film- och stillbildsfotograf, producent och filmkonsulent, rektor för Stockholms dramatiska högskola 2011–2013 och rådgivare och utredare vid Kulturdepartementet 2014–2015. Under 1970-talet arbetade Gyberg med visuell kommunikation i Afrika, bland annat  för SIDA i Etiopien, för USAID i Botswana och för Världsbanken i Nigeria. Han var också rådgivande producent för filmer till FN:s stora konferens "Habitat" i Vancouver 1976.
Gyberg har varit producent och ägare av produktionsbolaget Levande Bilder AB, filmkonsulent vid Svenska Filminstitutet 1993–1996, från 1999–2006  rektor för Högskolan för fotografi och film, senare (2001) Filmhögskolan vid Göteborgs universitet, rektor för Högskolan för design och konsthantverk vid Göteborgs universitet 2002–2006, tf rektor för Högskolan för Scen och Musik vid Göteborgs universitet 2006, och därefter rektor för Nyckelviksskolan på Lidingö (2006–2011). Som rektor för Stockholms dramatiska högskola (2011–2013) ledde Gyberg samgåendet mellan Dramatiska institutet och Teaterhögskolan i Stockholm. Han var styrelseordförande för Filmkontakt Nord 2001–2005 och från 2007–2010 styrelseordförande för Filmallians Sverige. Han har även varit ordförande 2010–2015 i den statliga kommittén Kulturbryggan. Under 2011–2016 var Gyberg ordförande i den statliga myndigheten Nämnden för Hemslöjdsfrågor. Från 2020 är Gyberg preses för Svenska Filmakademin.
Bo-Erik Gyberg har bland annat arbetat som stillbildsfotograf för Ingmar Bergman, Olle Hellbom och Tage Danielsson och arbetade även som programkoordinator för film under Kulturhuvudstadsåret i Stockholm 1998.

### Fotnoter
1. ↑  Discogs, Discogs artist-ID: 2557303, läst: 9 oktober 2017.[källa från Wikidata]
2. 1 2  läs online, www.acmi.net.au .[källa från Wikidata]
3. ↑  Om Kulturbryggan kulturbryggan.se, avläst 2012-09-13